# Cabeza de Vaca (filme)
Cabeza de Vaca é um filme de drama mexicano de 1991 dirigido e escrito por Nicolás Echevarría e Guillermo Sheridan, baseado na história de Álvar Núñez Cabeza de Vaca. Foi selecionado como representante do México à edição do Oscar 1992, organizada pela Academia de Artes e Ciências Cinematográficas.

## Elenco
- Juan Diego - Alvar Núñez Cabeza de Vaca
- Daniel Giménez Cacho - Dorantes
- Roberto Sosa - Cascabel / Araino
- Carlos Castañón - Castillo
- Gerardo Villarreal - Estebanico
- Roberto Cobo - Lozoya
- José Flores - Malacosa
- Eli 'Chupadera' Machuca - Sorcerer
- Farnesio de Bernal - Fray Suárez